# Журавлёв, Андрей Иванович
Андрей Иванович (Иоаннович) Журавлёв (более известный как Андрей Иоаннов; 9 (20) августа 1751, Москва — 19 марта 1813, Санкт-Петербург) — протоиерей Русской православной церкви, деятель единоверия, историк старообрядчества.

## Биография
Изначально сам старообрядец, принадлежал к беспоповскому толку федосеевцев. Был хорошо знаком с учениями старообрядческих согласий.
После присоединения к православной Церкви был рукоположён во иерея и в 1787 году был назначен священником Большеохтинской кладбищенской церкви в Санкт-Петербурге.
Когда на юге России между в рядах старообрядцев возникло движение к единоверию, Санкт-Петербургский митрополит Гавриил (Петров) в 1788 году отправил его в стародубские слободы на Черниговщине для содействия им. Обратив в единоверие значительную часть населения Климовского посада, Журавлёв обустроил единоверческие церкви в посадах Клинцовском, Злынском, Зыбковском и в Никодимовой пустыни и собрал много редких материалов и устных преданий о первых временах раскола.
В 1791 году вернулся в Петербург протоиереем.

## Труды
На основании собранных сведений им было написано «Полное историческое известие о старообрядцах, их учении, делах и разгласиях, собранное из потаённых старообрядческих преданий, записок и писем» (1794), которое является первой обстоятельной историей раскола. В 1795 году книга была издана вторично при Академии наук с исправлениями и добавлениями под назв. «Полное историческое известие о древних стригольниках и новых раскольниках, так называемых старообрядцах, о их учении, делах и разгласиях, собранное из потаённых старообрядческих преданий, записок и писем» (ч. 1-4; в ч. 4 помещены документы и сведения, касающиеся старообрядцев Стародубья и их присоединения к единоверию). Книга неоднократно перепечатывалась (6-е изд. 1890).
Ему принадлежит также «Древний и новый исторический феатрон, содержащий хронологические известия о римских, греческих и всероссийских императорах, царях и великих князьях, также константинопольских патриархах, папах римских, всероссийских митрополитах и патриархах, московских и киевских митрополитах и архиепископах от Р. X. до 1812 года» (СПб., 1814).
По сведениям Евгения Болховитинова, Журавлёв составил также «Полный месяцеслов святых русской церкви с кратким описанием их житий», но этот труд не был издан.
В ряде работ ему ошибочно приписывалось «Историческое известие о раскольниках» П. И. Богдановича (1787).